# زنده‌باد ویا!
زنده‌باد ویا! (انگلیسی: Viva Villa!) فیلمی در ژانر زندگی‌نامه‌ای به کارگردانی هاوارد هاکس، جک کانوی، و ویلیام ولمن است که در سال ۱۹۳۴ میلادی منتشر شد.

## بازیگران
- فی ری
- والاس بیری
- لئو کریلو
- استوارت اروین
- هنری بی. والتهال
- جوزف شیلدکات
- کاترین دومیل
- هنری آرمتا
- میشا آور
- لئو وایت
- اچ. بی. وارنر
- فرانسیس مک‌دانلد
- دونالد کوک
- جان دیویدسون
- بل میچل
- نوا بیری جونیور